# Rivolta di San Mauro Forte
I fatti del 1940 a San Mauro Forte, in provincia di Matera, sono stati la prima rivolta popolare contro il fascismo. Ne furono protagonisti contadini che avevano ricevuto cartelle esattoriali errate, ma che allo stesso tempo esprimevano malcontento per la situazione politica, introducendo nel materano e, quindi, in tutta la Lucania, la consapevolezza di poter ribellarsi per il rispetto dei propri diritti.

## La situazione prima della rivolta
San Mauro Forte, comune in provincia di Matera, si colloca a 500 metri di altezza sul livello del mare ed aveva un'economia prevalentemente agricola che spesso viene condizionata dal clima, il quale, essendo piuttosto asciutto, influisce sfavorevolmente sulle colture. Il paese è situato su un sottile strato di tufo che poggia su argilla. Tale conformazione è causa di numerose frane che si verificano a seguito di precipitazioni abbondanti. Il terreno è suddiviso in piccole proprietà con presenza di viti, ulivi, frutteti e boschi.
Ai problemi topografici e climatologici del paese si aggiunsero problemi di carattere politico ed economico, causati appunto dal regime fascista che colpiva proprio le classi sociali più legate alla terra.

### Il fascismo a San Mauro Forte
Nel 1923 fu istituita una sezione del Partito Nazionale Fascista a San Mauro Forte ma mai tale ideologia attecchì profondamente nell'animo dei sammauresi.
Nel 1924, con la crisi del fascismo, cominciata con l'omicidio del deputato socialista Giacomo Matteotti, i fascisti di San Mauro Forte abbandonarono in massa il fascio che rimase così rappresentato solamente dal suo segretario politico. Molti sammauresi contribuirono attivamente al sovversivismo lucano tra cui l'insegnante socialista Leonardo Autera e l'avvocato socialista Vincenzo Latronico.

## 30 marzo 1940
Intorno al 27 e 29 marzo 1940 vennero notificati 500 avvisi di pagamento di contributi agrari unificati ai contadini di San Mauro Forte. Ciò scatenò una forte agitazione in quanto l'accertamento dei contributi era stato effettuato in modo errato:
- erano presenti duplicazioni di ditte
- varie partite erano state messe a carico di due o tre componenti della stessa famiglia
- era stato aumentato il numero delle giornate lavorative
- are erano state scambiate per ettari
- i terreni a pascolo erano stati riportati come seminativi.

Di conseguenza il nuovo onere appariva sproporzionato alla effettiva capacità contributiva dei contadini.
I contadini che avevano ricevuto l'avviso di pagamento mostrarono la loro irritazione e riunitisi in Piazza Caduti per la Patria discussero circa gli errori dell'accertamento dei contributi. A loro si aggiunsero i contadini che ancora non avevano ricevuto l'avviso di pagamento: negli uffici comunali c'erano ancora infatti 1108 avvisi da distribuire alla popolazione. Come responsabile della vicenda venne individuato il podestà  e per questo motivo alcuni proposero di ribellarsi e di distruggere i restanti avvisi in modo da allontanare il pericolo di dover pagare i contributi. La proposta venne accolta da molti.
Alcuni, identificati come Nicola Di Biase, Pietro Lacovara e Antonio Lacovara, interruppero i fili del telegrafo e del telefono per impedire che i militari del posto potessero chiamare aiuti.
Così una folla di 500 persone si recò verso le 16,30 del 30 marzo in Piazza Municipio e invase gli uffici comunali per distruggere gli avvisi non notificati. Gli impiegati del comune di San Mauro Forte cercarono invano di opporre resistenza alla folla infuriata, ma dopo aver distrutto gli avvisi, essa si ritirò senza provocare ulteriori danni.

## 31 marzo 1940
Nonostante l'interruzione della rete di comunicazione, il comando di stazione dei Carabinieri riuscì a chiamare rinforzi dalla stazione di Stigliano. Nelle prime ore del 31 marzo, oltre ai rinforzi da Stigliano, giunsero da Matera anche il vice commissario della pubblica sicurezza, il capitano dei Carabinieri e circa 15 militari. Vennero subito aperte le indagini per identificare coloro che avevano distrutto gli avvisi di pagamento dei contributi agrari.
In base alle informazioni raccolte dagli impiegati comunali, 23 persone furono convocate in caserma, ma solamente 13 vi giunsero e dopo lunghi interrogatori furono trattenute in stato di fermo. Immediatamente una folla ancora più consistente della prima (stimata a circa 800 persone) armata di attrezzi della terra accorse di fronte alla caserma al suono delle campane della vicina chiesa di San Rocco per reclamare la libertà dei 13 concittadini arrestati.
Si aprì una accesa colluttazione fra le forze dell'ordine e la folla nella quale rimasero feriti:
- il capitano dei carabinieri
- il vice commissario di pubblica sicurezza
- due marescialli dei carabinieri
- un appuntato
- tre militi.

A questo punto i carabinieri ricevettero l'ordine di sparare in aria colpi di moschetto a scopo intimidatorio. Vennero sparati 60 colpi. Gli agenti non riuscirono ad intimorire la folla e si ritirarono in caserma da dove continuarono a sparare.
Infine i 13 fermati vennero liberati, ma subito dopo si scoprì che i colpi di moschetto avevano provocato un morto: Francesco Lavigna, contadino settantenne, padre di uno dei fermati. Vicino a lui Sante Magnante era stato gravemente ferito. Anch'egli, qualche giorno dopo, morì presso l'ospedale civile di Matera. Altri feriti da arma da fuoco, meno gravi, furono Maria Miccio, Salvatore Bubbico, Giuseppe Malacarne e Mariantonia D'Eufemia.

## Dopo la rivolta

### Gli arresti
Durante i giorni successivi 130 persone vennero arrestate e condotte nel carcere di Matera dove rimasero per 13 mesi accusate di:
1. resistenza al segretario comunale e agli altri impiegati del comune
2. danneggiamento degli avvisi di notifica dei contributi unificati in agricoltura
3. emissione di grida sediziose nella pubblica piazza
4. danneggiamento di fili telegrafici e telefonici
5. violenza ai carabinieri
6. adunata sediziosa
7. lesioni volontarie in danno dei militari della forza pubblica.

La tabella sottostante indica analiticamente la tipologia degli imputati secondo la qualifica professionale, il sesso e l'età.
|                  |   | Età   |       |       |       |       |       | TOTALI | TOTALI |        |
| ---------------- | - | ----- | ----- | ----- | ----- | ----- | ----- | ------ | ------ | ------ |
|                  |   | ...20 | 21-30 | 31-40 | 41-50 | 51-60 | 61... | M      | F      | TOTALE |
| contadini        | M |       | 5     | 7     | 5     | 7     | 4     | 28     |        | 39     |
| contadini        | F |       |       | 3     | 4     | 4     |       |        | 11     | 39     |
| contadini poveri | M | 1     | 16    | 17    | 4     | 1     |       | 39     |        | 65     |
| contadini poveri | F | 2     | 7     | 13    | 1     | 2     | 1     |        | 26     | 65     |
| braccianti       | M | 1     | 2     | 3     | 1     |       |       | 7      |        | 21     |
| braccianti       | F | 2     | 4     | 2     | 5     | 1     |       |        | 14     | 21     |
| artigiani        | M |       | 2     | 3     |       |       |       | 5      |        | 5      |
| artigiani        | F |       |       |       |       |       |       |        | 0      | 5      |
| TOTALI           |   | 6     | 36    | 48    | 20    | 15    | 5     | 79     | 51     | 130    |

Dall'analisi della seguente tabella emergono aspetti molto importanti:
1. la partecipazione di massa a quegli eventi che crearono disordine nel paese. Il totale degli imputati, ovvero 130, è solo relativo al numero di persone che si riuscì ad identificare, ma quello dei manifestanti fu ben più consistente: 500 persone si radunarono in Piazza Municipio per la distruzione degli avvisi di pagamento e ben 800 persone erano presenti davanti alla caserma dei carabinieri per chiedere la libertà dei loro compaesani durante il 31 marzo
2. ancora più rivoluzionaria è la presenza delle donne durante questa rivolta, in controtendenza rispetto alla diffusa opinione sull'estraneità delle donne alla vita politica
3. la presenza di minorenni e di giovani che diventano emblema di una nuova generazione che non si lascia inquadrare nelle file del regime fascista.

### L'aspetto politico

#### Braccianti e artigiani
Un altro aspetto importante che emerge dalla tabella riportante le caratteristiche degli imputati, quello che può far sì che i fatti del 30 e 31 marzo 1940 possano avere i connotati di una "rivolta" di tipo politico, è la presenza non solo dei diretti destinatari delle esose cartelle esattoriali, i "contadini" (ossia proprietari coltivatori diretti e affittuari coltivatori) e i "contadini poveri" (quelli con piccoli appezzamenti di terreni le cui coltivazioni non erano comunque rivolte al mercato), ma anche di braccianti e artigiani non possessori di terre, quindi non destinatari delle cartelle esattoriali. L'esplosione di rabbia dei contadini fu la scintilla per la manifestazione di ingerenza di tutta la popolazione verso un sistema ingiusto e vessatorio tipico del regime fascista.

#### Maria Derin
Un altro elemento molto importante che contribuì a canalizzare la rabbia dei contadini verso una manifestazione di tipo politico fu il soggiorno, in quegli anni, nel comune di San Mauro Forte, della confinata politica Maria Derin.
Maria Derin, moglie di Toni Russignan, detto Birba, era conosciuta a San Mauro come Maria Birba. Lei era stata confinata a San Mauro Forte, sua figlia Etta era confinata a Miglionico e la nuora Viola a Salandra. Maria Derin era originaria di Muggia in provincia di Trieste, dove diffondeva clandestinamente l'Unità, il quotidiano italiano fondato da Antonio Gramsci. Insieme alla famiglia era una grande attivista comunista ed aveva una pescheria. Un giorno, proprio davanti a questa pescheria, i fascisti fucilarono un amico di Viola ed Etta. Questi, insieme a Maria, corsero in suo soccorso e lo ricoverarono nella pescheria. Per questo i fascisti chiusero loro la pescheria e li esiliarono in Basilicata.
La sua presenza a San Mauro Forte diede un forte impulso alla rivolta che si può definire tale anche alla luce dell'aspetto organizzativo che assunse: il piano che condusse i contadini davanti alla caserma fu pianificato già nelle ore precedenti, quando Nicola Di Biase, Pietro Lacovara e Antonio Lacovara tagliarono i fili del telefono e del telegrafo per impedire che arrivassero rinforzi dalle vicine caserme di Stigliano e Matera.
L'eco raggiunse l'Unione Sovietica di Stalin che attraverso un comunicato lanciato da Radio Mosca definì San Mauro Forte "Il Paese dei Rivoluzionari".

#### Gli impiegati comunali
Non solo i braccianti e gli artigiani si unirono alla Rivolta e non solo Maria Derin fomentò i contadini arrabbiati, ma dagli interrogati degli imputati, emerge chiaramente come anche gli impiegati comunali assunsero atteggiamenti tali che, se da un lato mettevano in difficoltà coloro che chiedevano chiarimenti, dall'altro incitavano i contadini stessi ad assumere posizioni rivoltose per ottenere giustizia.
Sante Magnante durante il suo interrogatorio disse: "Il pomeriggio del sabato quando ricevetti l'avviso del pagamento dei contributi mi recai al municipio e vi consegnai l'avviso dicendo che noi non volevamo venir meno al pagamento dei contributi ma che l'imposta era troppo gravosa e non eravamo in condizione di pagare. Il Segretario prese l'avviso e lo lacerò in due parti... Due volte mi sono recato dal fiduciario degli agricoltori e questi mi ha fatto il reclamo ma con tutto ciò ho dovuto pagare all'esattore. Il reclamo era fondato su un errore di valutazione dei terreni da me coltivati in quanto mi si faceva obbligo di pagare su una estensione di terreni maggiore a quella da me effettivamente posseduti".
Lo stesso segretario comunale, il dottor Donatangelo Colantuono affermò: "Per di più la notifica degli avvisi iniziata per posta e poi affidata al Comune, capitò in un periodo di tempo in cui la popolazione doveva far fronte ad altri oneri, come per esempio le denunzie dei fabbricati, la tassa sul patrimonio ecc".
Dunque oltre al clima generale di insoddisfazione per le continue tasse di cui i cittadini venivano a conoscenza da un giorno all'altro e l'inutilità dei ripetuti reclami, si aggiunge la scortesia degli impiegati comunali, appartenenti a una classe sociale che al tempo si riteneva autorizzata a comportarsi in modo altero e sgarbato nei confronti della classe contadina economicamente più povera e culturalmente meno elevata.
Dall'interrogatorio di Salvatore Pirretti emerge come anche gli impiegati comunali abbiano incitato i contadini alla rivolta: "durante i giorni della mia detenzione assieme agli altri arrestati di S. Mauro ho sentito ripetutamente che ad incitare i cittadini alla rivolta sono stati gli stessi impiegati del Municipio. Tutti dicono così né nelle carceri si è fatto altro discorso relativo ai fatti di San Mauro. La frase che i detenuti ripetono e che fu detta dagli impiegati del Municipio è: "Noi non possiamo far nulla e se volete ottenere qualche cosa rivoltatevi".
Anche quella classe, che fino a quel momento aveva sembrato appoggiare il fascismo, era decisa ora ad allontanarsene, partecipando in qualche modo al moto rivoluzionario innescato dalle lotte contadine.

#### L'organizzazione della Rivolta
Non si può neanche parlare di una rivolta non organizzata, di un'improvvisazione della folla irritata per le esagerazioni e i madornali errori fatti nell'applicazione dei contributi agrari unificati, che si limita alle "urla sediziose" in Piazza Caduti per la patria. Una preventiva organizzazione è evidente. Infatti prima di scendere in piazza Municipio tutti attendevano un "segnale": quello del ritorno di Nicola Di Biase, Pietro Lacovara e Antonio Lacovara che erano andati a distruggere i fili del telegrafo e del telefono per impedire la comunicazione con gli altri comuni e quindi l'invio dei rinforzi (a San Mauro Forte i carabinieri erano solamente tre). Nello stesso processo è detto esplicitamente che "le linee telegrafiche e telefoniche con Matera erano interrotte, interruzione dovuta ad atto di sabotaggio ed allo scopo precipuo di impedire la richiesta al capoluogo di eventuali rinforzi. Ciò ha avuto conferma dalle successive indagini dalle quali è risultato che l'atto di sabotaggio fu preventivamente concertato e la manifestazione ebbe luogo solo quando gli esecutori materiali del taglio dei fili furono di ritorno dopo aver eseguito l'interruzione". Ma la notizia di ciò che stava accadendo a San Mauro Forte giunse a Matera attraverso l'appuntato dei carabinieri.
Ciò emerge anche dalle dichiarazioni di Giuseppe Autera e Carmine Urgo. Giuseppe Autera dichiarò di aver parlato con Nicola Di Biase il 30 marzo e questi gli disse che aveva distrutto alcuni degli avvisi di pagamento ma che non temeva l'arresto in quanto non era possibile per i carabinieri di San Mauro Forte chiamare rinforzi, tanto che disse: "Non c'è niente da temere. Ormai abbiamo messo tutto a posto. Abbiamo già mandato a tagliare i fili. Noi non ci siamo mossi se non dopo aver visto ritornare dalla campagna quelli che erano andati a tagliare i fili... e poi, sono appena 3 i carabinieri di S. Mauro Forte, e anche se vengono i rinforzi noi abbiamo già fatto tutto!". Lo stesso Giuseppe Autera affermò di aver visto Leonardo Paglia incitare le persone che andavano nel suo negozio per acquistare sigarette e sigari dicendo: "Fate presto uscite fuori che è già tardi. Quelli che sono andati in campagna sono già ritornati." Carmine Urgo, barbiere, dichiarò di aver parlato durante il pomeriggio del 30 marzo con Antonio Sanchirico il quale confessò di essere andato a tagliare i fili del telefono e del telegrafo con Antonio Lacovara.
La rivolta venne quindi solamente organizzata da parte di alcuni, condizionati anche dalla già citata Maria Derin, che girarono poi per le case e le famiglie di San Mauro Forte per incitare altri sammauresi ad unirsi alla loro battaglia, facendo in modo che tutta la popolazione accogliesse il fine politico oltre che economico della rivolta.
Importante fu anche un dato emerso dalle indagini che attesta la preventiva organizzazione dei contadini: una riunione avvenuta nel pomeriggio del 31 marzo, verso le ore 13, nei pressi dell'oleificio in contrada Terranova, in cui i partecipanti avevano deciso di prendere d'assalto la caserma con 3 colonne di dimostranti, che sarebbero partiti da 3 punti diversi del paese per convergere simultaneamente davanti alla caserma stessa, tanto che il corpo dei carabinieri credeva in un primo momento di avere a che fare con un numero ristretto di manifestanti

#### Superficialità delle indagini
L'aspetto politico viene anche evidenziato dalla superficialità delle indagini.
Al termine dell'istruzione il P.M. assolse la forza pubblica per l'uccisione di Francesco Lavigna e Sante Magnante e per il ferimento di Maria Miccio e Salvatore Bubbico, Giuseppe Malacarne e Mariantonia D'Eufemia, dichiarando che non era possibile identificare i militi che avevano sparato sulla folla e non in aria. Rinviò invece a giudizio i contadini per danneggiamento aggravato, violenza pubblica aggravata, lesioni volontarie al funzionario di PS, all'ufficiale, ai sottufficiali e militari dell'Arma e per danneggiamento di fili telegrafici e telefonici. I proiettili che avevano ferito i manifestanti non erano stati reperiti e quindi era impossibile accertare se le armi adoperate erano state proprio dei moschetti mod. 91 dati in dotazione all'Arma dei Carabinieri. Anche se si fossero analizzati i proiettili, si sarebbe dovuto individuare poi chi dei militari avesse fatto fuoco sulla folla e si sarebbe soltanto formulata l'ipotesi di atti isolati e non di concorso di tutti i carabinieri presenti presso la caserma nei reati di omicidio e di lesioni personali, perché né il capitano né il vice commissario avevano dato ordine di sparare sui manifestanti. Non potendo dunque rispondere dei suddetti reati tutti i militari dell'Arma, si sarebbe dovuto individuare chi tra loro ha sparato sulla folla, ma ciò non venne ritenuto possibile sia per il numero rilevante dei carabinieri che fecero uso del moschetto (circa 12, per 60 colpi), sia perché nella confusione nessuno poté essere in grado di vedere se qualcuno avesse fatto fuoco sulla folla e non in aria. Con questa affermazione nella sentenza istruttoria, però, non si tennero in considerazione le dichiarazioni di Nicola Fugaro, Sante Magnante, Antonio Miccio e Salvatore Bubbico i quali affermavano di aver visto far fuoco sulla folla e non in aria. Infatti da molti fu percepito non solo che il comandante diede ordini di sparare in aria, ma, data l'oscurità, anche che le fiamme dei moschetti erano in direzione orizzontale e non verticale. Inoltre i colpi erano stati certamente sparati dai carabinieri. Ne sono una prova i tre fori presenti sulla porta della caserma inequivocabilmente causati da moschetto, tutt'oggi visibili, e nella stessa sentenza è possibile osservare che gli unici atti di violenza dei contadini furono il lancio di sassi, colpi di bastoni, zappe e attrezzi della terra contro la porta della caserma.
La superficialità nelle perizie che si sarebbero dovute eseguire, con lo scarso utilizzo dei dati di cui si era in possesso per presentare i fatti nella sentenza, fu sottolineata anche dalla Procura Generale del Re presso la Sezione di Corte di Appello di Potenza che in data 14 dicembre 1940 dichiarò: "Tale istruttoria è stata per molto tempo trascurata: non si sono redatte le necessarie perizie, non si sono allegati i certificati di rito e quelli penali".
Si consideri che il 30 marzo erano stati identificati 23 contadini come fautori della rivolta, tra gli 80 che erano entrati nel Municipio e i 400 che si erano raccolti in piazza, e si riuscirono ad individuare 31 dimostranti, fra gli 800 presenti davanti alla caserma il 31 marzo, come coloro che avevano ferito il capitano de carabinieri e, il commissario di PS, il Maresciallo Maggiore e altri carabinieri. Sarebbe stato possibile, quindi, anche individuare chi tra i 12 militari con il moschetto avesse sparato colpi sulla folla.
La rivolta venne mascherata dai magistrati e dai politici del tempo, facendola passare semplicemente come un'agitazione contadina per gli errori commessi dai funzionari.
Gli stessi imputati, ad eccezione di pochi, sembravano trovare giustificazioni plausibili in modo da creare un alibi perfetto ed essere scagionati da ogni imputazione. Ciò emerge dalle confessioni di Carmine Urgo e Antonio Mita. Carmine Urgo dichiarò:" Nel mio primo interrogatorio non dissi la verità un po' perché ero emozionato ma soprattutto perché nella camerata ove sono rinchiuso con gli altri miei compaesani, si era stabilito che tutti dovevamo mantenerci sulla negativa. L'iniziativa di far mantenere agli arrestati tale atteggiamento fu presa da Sanchirico Mauro che ci ammonì a dire tutti la stessa cosa. "Mentre Antonio Mita affermò: "Quando rientrai nella camerata dopo il mio primo interrogatorio, poiché piangevo, alcuni mi rimproverarono accusandomi di aver detto la verità. Aggiungo inoltre che quando incominciarono gli interrogatori, tal Sanchirico Mauro avvertì tutti che bisognava dire la stessa cosa."

### L'amnistia
Dopo 13 mesi di galera, nel maggio del 1941, i contadini sammauresi furono rimessi in libertà. I reati loro ascritti furono estinti per effetto dell'amnistia di Palmiro Togliatti del 1946 che permetteva a tutti coloro che si erano opposti al fascismo di essere rimessi in libertà. Dopo la libertà, la rivolta contadina del 1940 a San Mauro Forte venne quasi dimenticata.

## Dopo il 1940
I fatti di San Mauro Forte del 1940 anticiparono azioni rivoluzionarie successive come la rivolta di Irsina e di Tricarico del 1942 e l'insurrezione di Matera del 21 settembre 1943 in cui, per la prima volta una città italiana si liberava dai nazisti contando sulle proprie forze. A queste rivolte, che fanno della Basilicata la terra dove fermenta soprattutto il dissenso dei braccianti che chiedevano la distribuzione delle terre da coltivare, succedono la rivolta di Matera del 1945, quella di Montescaglioso del 1949 ed altre ancora.

### La rievocazione di Ulderico Pesce
A riportare alla luce la vicenda e a sottolinearne l'aspetto politico, è stato l'attore lucano Ulderico Pesce realizzando uno spettacolo intitolato "Rosso Venerdì. La rivolta di San Mauro Forte. La prima rivolta popolare d'Italia contro il fascismo" che tratta proprio della Rivolta del 1940 a San Mauro Forte. Grazie alle sue ricerche per la realizzazione dello spettacolo sono venuti alla luce dei particolari rilevanti e le storie di tutti i contadini costretti a sottostare alle leggi ingiuste del regime fascista.
La prima rappresentazione dello spettacolo è avvenuta a San Mauro Forte.